# 29788 Rachelrossi
29788 Rachelrossi è un asteroide della fascia principale. Scoperto nel 1999, presenta un'orbita caratterizzata da un semiasse maggiore pari a 2,5370547 UA e da un'eccentricità di 0,1228594, inclinata di 1,82804° rispetto all'eclittica.